# معاهدة قيليقية
معاهدة قيليقية صلح وقعته تركيا وفرنسا في 9.3 من عام 1921، منهية الحرب التركية الفرنسية. ولم تتحقق أهداف المعاهدة بعد أن استبدلت بمعاهدة أنقرة الموقعة في 20.10 من العام نفسه.